# 田中希代子
田中 希代子（たなか きよこ、1932年2月5日 - 1996年2月26日）は、戦後昭和時代に活躍した日本のピアニスト、ピアノ教育者。
田中は、ジュネーヴ国際音楽コンクール（第14回1952年）、ロン＝ティボー国際コンクール（第5回1953年）、ショパン国際ピアノコンクール（第5回1955年）の3つの国際コンクールの日本人初入賞者として知られる。
30歳代後半に難病により引退したが、その後は後進の育成に努めた。また、現役時代から当時の皇太子妃（現美智子上皇后）に慕われたピアニストとしても知られる。

## 略歴

### 生い立ちから留学まで
東京府出身。父はヴァイオリニストの田中詠人、母は声楽家の田中伸枝。弟の田中千香士は、NHK交響楽団でコンサートマスターも務めたヴァイオリニスト。4歳で幼稚園の先生からピアノの手ほどきを受ける。6歳で小山郁之助に、その後井口基成に師事。東京女子高等師範学校附属小学校から疎開を経て、同附属高等女学校に進学。
東京音楽学校受験に必要な課程を修了したため、1946年に同高等女学校を3年で中退するも、たまたま戦後の学制改革にぶつかってしまい、同音楽学校は新制東京芸術大学になったため、受験するには新制高校に入り直さなければならなくなってしまった。そのため、それ以上の日本での教育計画は頓挫する。この間1945年より茅ヶ崎のレオニード・クロイツァーに、その後長期にわたって東京・青山の安川加壽子に師事した。1948年、第17回日本音楽コンクールに入選。翌1949年、同コンクール（第18回）に再び出場し2位特賞。

### 留学からヨーロッパデビューまで
1950年、安川の強い推薦により、戦後初のフランス政府給費留学生（日仏交換学生）の一人に選ばれ、8月にラ・マルセイエーズ号で渡航。両親はこの留学に全てを托し、莫大な借金をしてまで渡航費と滞在費を捻出した。なお、この時の留学生は田中を含め計6人だった。他のメンバーは全員男性で、森有正、吉阪隆正、秋山光和、北本治ら。船中では早朝に1時間だけサロンにあるピアノで自主練習が許可されたが、インド洋の波にダウン、以後船嫌いになる。9月25日、パリに到着。パリ国立高等音楽院に入学し、10月より安川に紹介されたラザール・レヴィに師事するも、直後結核を発症、入院と手術を経て療養生活に入る。1951年、レヴィのすすめで同音楽院の卒業試験を受けてみたところ、試験前日まで療養していた（療養中レッスンは1日1時間と制限されていた）にもかかわらず一等賞「プルミエ・プリ」で合格、卒業。
1952年、ジュネーヴ国際音楽コンクールに最高位特賞（1位無しの2位、日本人初の入賞、イングリット・ヘブラーらと同位）。なおこれは日本人初の国際コンクール最高位入賞でもあり、日本音楽界の歴史的快挙であった。その後、同コンクールに落選したピアニスト仲間の園田高弘に、マルグリット・ロンのレッスンを薦め、入門するきっかけをつくっている。1953年、パリのサル・ガヴォーでデビュー・リサイタルを開き、同年ロン・ティボー国際音楽コンクール1位無しの4位（日本人初の入賞）。その後マルグリット・ロンがユダヤ人嫌いであり、田中の師であるレヴィと犬猿の仲であったために順位を下げられたのではないか、と噂された。

### 全盛期から引退まで
1955年、第5回ショパン国際ピアノコンクール10位（日本人初の入賞）。3つの国際コンクールに入賞したのも日本人初。前回混戦だったことからこの年初めて採用された点数計算機によれば、1次予選では5位、2次は19位、3次で6位だった。この年のショパンコンクールも大激戦の様相を呈し、特に上位10人はほぼ横並びに等しく、1位のアダム・ハラシェヴィチ（ポーランド）と2位のウラディーミル・アシュケナージ（ソ連）の差はわずか0.1ポイントで、1位と10位の差も7.6ポイントしか開いていなかった。そのため、審査員だったアルトゥーロ・ベネデッティ・ミケランジェリが、ハラシェヴィチの1位に異論を唱え、アシュケナージが2位で田中が10位という結果に憤慨し、どちらの認定書にもサインを拒否して退席してしまっていたことが、1989年9月、ワルシャワの新聞『エクスプレス』によって、異例の全段写真付きで明らかにされた。同年日本に凱旋帰国し、日比谷公会堂でコンサートを開いた。1956年に作曲家の宍戸睦郎と結婚するも、互いに多忙のためすれ違いが続き、1959年に離婚（その後も音楽仲間として交流を続けた）。その後もパリ（1959年まで）やウィーン（1960年から）を拠点にヨーロッパから南米まで幅広い演奏活動を続ける。1960年代初めの頃、一時帰国した際聖心女子大学に招かれ当時の皇太子妃（現上皇后）の前で演奏。皇太子妃はとても感動し、演奏後に歓談。その際撮られたツーショット写真を田中は宝として、亡くなるまで自分のピアノの上に飾り続けたという。1966年、弟千香士がNHK交響楽団のコンサートマスターに就任し、6月13日に東京文化会館で記念の共演ライヴを行った。
1967年12月、一時帰国のつもりで帰国するが、その後体調を崩し、年末年始のヨーロッパ・コンサートツアーをキャンセル。手の指が開かなくなり、関節が痛み、高熱が続く。病院では過労による急性肝機能障害と診断。すぐに治るものと思い、1968年から東京に演奏活動の拠点を置くが、長期間の投薬治療にも症状は好転せず、度重なる検査の結果、難病の膠原病と診断され、演奏活動が困難になる。それでもマッサージをしたり、手に直接鎮痛剤を打ちながらコンサートを続けていたが、1968年3月、京都市交響楽団との協演で、ショパンのピアノ協奏曲第1番を演奏した際、第1楽章のコーダに入るところで痛みのために止まってしまい、あっと小さな声をあげて弾き直しをするという事態になり、これがオーケストラと協演した最後のステージとなった。その後も病は進行し、様々な療法を試みるも症状は悪化の一途をたどり、1970年、日生劇場で最後のリサイタルを開き、完全に演奏活動を引退した。同年、父詠人が死去。

### 引退後
その後は国立音楽大学（1973年より）、桐朋学園大学（1977年より）などで教鞭をとる。1980年、膠原病治療の薬の副作用により脳梗塞で倒れ、右半身不随になる。1987年、記念レコード発売。1989年2月19日午後8時から1時間、TBSラジオ制作『「夜明けのショパン」～よみがえる天才ピアニスト田中希代子～』が放送された。この放送が第15回放送文化基金賞・奨励賞を受賞（なおこの時、昭和天皇崩御の直後の多忙で聴くことのできなかった新皇后が、放送後テープを聴きたいと申し出て、スタッフがテープを送ったところ、田中への見舞の言葉とスタッフへの感謝の言葉が届けられた）。1993年、新日鉄音楽賞・特別賞を受賞。1996年2月22日、都内の自宅で脳内出血に倒れているところを、レッスンを受けに来た門下生が発見。26日午前、搬送先である練馬区内の病院で死去。享年64。田中の死去に際し、皇后美智子は、自ら庭で摘んだ草花で作った花束を、「希代子さんの演奏は、私の心の支えでした」というコメントとともに捧げ、深い悲しみを表した。
日本国外での演奏活動が長かったため、国外のほうが知名度は高く、現在でも「東洋の奇跡」と呼ばれ、支持を得ている。田中は生前「自分は過去の人間だから」と音源の復刻に消極的だったが、1996年に山野楽器から記念CDが発売されたことで再び認知されはじめ、2005年1月に音楽評論家の萩谷由喜子が『田中希代子―夜明けのピアニスト』を出版した。キングレコードは2006年2月22日に田中の没後10年特別企画として2枚組CDを発売。翌2007年にも次々と音源を復刻した。

## 家族
- 祖父・田中松太郎 - 長崎出身。朝鮮の仁川港開港（1883年）後、仁川でホテル経営、日本の大陸進出期に乗じて成功、四男一女を儲ける。[7]
- 父・田中泳人 - 本名・英太郎。松太郎の二男。バイオリニスト。1916年渡日し、早稲田実業学校を経て東京音楽学校に入学し直し、安藤幸、多久寅に師事。研究科卒業後ベルリン音楽大学へ留学、ウィリー・ヘスに師事、帰国後母校の卓球サークルで妻と知り合い、1927年に結婚。[7]
- 母・田中伸枝（1901-1988） - 本名・渡辺宣子。声楽家、国立音楽大学名誉教授。千葉県出身。東京音楽学校本科声楽科卒。希代子出産後、文部省給付留学生となり夫と娘を連れ欧州留学、帰国後東京音楽学校などで教える。[8][7]
- 弟・田中千香士
- 伯父・田中平三郎（1890-1959） - 松太郎の長男。バイオリン指導者。東洋音楽学校卒業後、東洋汽船楽隊員、浅草ローヤル館楽士を経て大阪音楽大学のバイオリン教授を務める[9][10][11]。その間、大正14年開局のJOBK(NHK大阪)オーケストラの初代コンサート・マスター、松竹座オーケストラのコンサート・マスターを歴任後、フランス留学を経て京大オーケストラの指導にあたった[11]。弟子に五嶋節（五嶋みどりの母）など[12]。

## 録音
幅広いレパートリーを持ち世界中で年間120回を超すコンサートをこなす、文字通り日本の音楽界の大スターとなった田中であったが、積極的に演奏活動を展開した反面、レコード会社に遺した正規録音は極めて少ない。
東芝レコードのピアノ小品集と、キングレコードのドビュッシー作品集、モーツァルトのピアノソナタ第11番、コロムビア・レコードのソナチネ集など、全て合わせても僅か200分足らず（CD約2枚半相当）である。放送用音源録音も、特にピアノ協奏曲では、現存が確認されているスタジオ収録のものは、発病のわずか半年前の1967年5月に東ドイツで収録されたモーツァルトの24番（クルト・マズア指揮ベルリン放送交響楽団）のただ1曲のみで、現在復刻発売されている音源の大半が、ライヴで録音されたものか、NHKやヨーロッパの放送局に残された放送用音源である。
キングレコードに遺したドビュッシー作品集（1961年、ステレオ）は絶品中の絶品と評価され、「月の光」、「亜麻色の髪の乙女」は胎教をテーマとするアルバムにたびたび採用されているほか、「亜麻色の髪の乙女」はテレビアニメ『彼氏彼女の事情』のBGMにも使用された他、「子供の領分」は、モーツァルトのピアノソナタ第11番の録音とともに文部省改訂学習指導要領準拠の中学校音楽科鑑賞教材に指定されていた（花村大監修・文部省改訂学習指導要領準拠・中学校音楽科鑑賞教材第１集・１、２学年用共通教材。キングレコードKLB167 KY2）。

## 人物像
幼い頃のあだ名は「タアチン」、好きな色は緑色、レモンティーが大好物であった。尊敬していたピアニストはクララ・ハスキルとヴィルヘルム・バックハウス。子どもの頃から運動神経は抜群で、特に縄跳びが得意だった。
少女時代は恥ずかしがりやで、クラスメイト達にピアノの披露をせがまれると、「そこで死んだふりしてて」と言って目を閉じてもらったうえで披露したという。
パリでの師であるレヴィは、田中の演奏に感動し、初めて演奏を聴いた第一声は「トレビアン！」だったという。彼は、安川に宛てた手紙で、彼女の演奏を「深みがあり、幽玄である。降参だ」と賞賛している。また、中村紘子は田中の演奏を力強く情熱的な演奏だったと回想している。
日本の代表的な音楽評論家であった野村光一は、著書『ピアニスト』（1973年）で安川加壽子、井口基成、柳川守とともに田中を日本を代表するピアニストとして挙げている。
朝吹登水子はパリで田中の演奏に触れ、のちに自伝的小説『もうひとつの愛』で「杉本明子」として登場させており、「繊細な感受性をその華奢な体から放出しており、美しい白い指をしていた」と述べている。
演奏スタイルとして、テンポはほとんど揺らさず、速い曲では速目のテンポだが、表情豊かで、かつどんなに速くても一音一音がはっきりと聞き取れるほど正確な打鍵が高い評価を受けていた。

## 門下生
- 井出久美子
- 岩野めぐみ
- 小賀野久美
- 河地恵理子
- 菊池洋子
- 小山恵
- 坂野伊都子
- 佐久間ちさ
- 佐藤裕子
- 志賀雅子
- 鈴木謙一郎
- 田部京子
- 田村明子
- 戸田洋子[15]
- 永田郁代
- 林田賢
- 福田伸光
- 増田優子
- 三界晶子
- 吉澤京子
- 吉野康弘
- 米倉邦子
- 米持隆之
- 渡辺啓美
- Amy M Suzuki